# برکه نو
 برکه نُو  روستای کوچکی از توابع بخش رویدر شهرستان خمیر استان هرمزگان ایران است.
برکه نو در بین راه بستک به بندر عباس قرار دارد.

## جمعیت
دارای ۴۱ نفر (۱۱ خانوار) است که از اهل سنت و از شاخه شافعی هستند یعنی از پیروان امام محمد ادریس شافعی هستند.
دارای مسجد، دبستان، آب‌انبار «برکه» می‌باشد.

## پیشه
پیشه اهالی کشاورزی و دامداری و کشاورزی است، و تعداد محدودی نخل و زمین دیم دارند.

## محدوده برکه نُو
از شمال تقی خان، از جنوب کوه، و از مغرب راو، و از سمت مشرق به دره محدود می‌گردد.